# Echinus melo
Echinus melo  (лат.) — вид морских ежей из семейства Echinidae.
Этот вид достигает в диаметре 17 см. Форма тела, как правило, сферическая, а его окраска преимущественно розового или желтоватого цвета. Длинные первичные шипы малочисленны и имеют оливково-зеленоватую окраску с бледными концами, более короткие вторичные шипы желтовато-зелёного цвета.
Вид широко распространён в Средиземном море и восточной части Атлантического океана между Азорскими островами и Бискайским заливом, иногда далеко на север до Ирландии и Корнуолла.
Питается в основном водорослями, а также мелкими водными беспозвоночными.
Размножение происходит с марта по апрель.